# Ludwig Richard Seel
Ludwig Richard Seel (* 29. September 1854 in Elberfeld (heute Stadtteil von Wuppertal); † 4. September 1922 in Berlin) war ein deutscher Architekt, der im Japanischen und Chinesischen Kaiserreich wirkte. Er zählt in Japan zu den Architekten der Meiji-Zeit.

## Leben und Wirken
Richard Seel trat nach seinem Studium der Architektur 1875 als Mitarbeiter in das angesehene Berliner Architekturbüro von Hermann Ende und Wilhelm Böckmann ein, das bereits 1859 gegründet worden war. Böckmann kam auch aus Elberfeld, so liegt es nahe, dass sie sich dort kennengelernt haben. Von 1886 an arbeitete er für Ende und Böckmann als Beuleiter beim Bau des Parlamentsgebäudes und des Justizministeriums in Tokio. Später arbeitete er selbständig und baute Schulen und Kirchen für die US-amerikanische Mission, unter anderen in Tokio und Sendai. Für die Russisch-Chinesische Bank errichtete er die Filialen in Yokohama, Kōbe, Hakodate, Shanghai, Port Arthur, Peking und Tientsin. 1903 übergab er sein Architekturbüro in Japan an Georg de Lalande und kehrte nach Deutschland zurück. Von 1903 bis 1910 war er in Berlin mit Heinrich Seeling assoziiert. 1911 entwarf er die Königsberger Stadthalle.
Verwandtschaftliche Beziehungen zu dem Elberfelder Maler, Grafiker und Karikaturisten des Vormärz Johann Richard Seel (1819–1875) sind nicht belegbar.

## Bauten (Auswahl)
- 1886–1891: Parlamentsgebäude und Justizministerium in Tokio (Japan) nach Entwürfen von Ende und Böckmann
- 1890–0000: Clarke-Gedächtnishalle an der Dōshisha-Universität in Kyōto (1979 als Wichtiges Kulturgut Japans deklariert)[3]
- 1895–0000: Chiba Kirche (Chibakyokai) in Chiba in der Präfektur Chiba (zum Materiellen Kulturgut der Präfektur Chiba erklärt)[4]
- 1911–1912: Stadthalle in Königsberg (Ostpreußen)

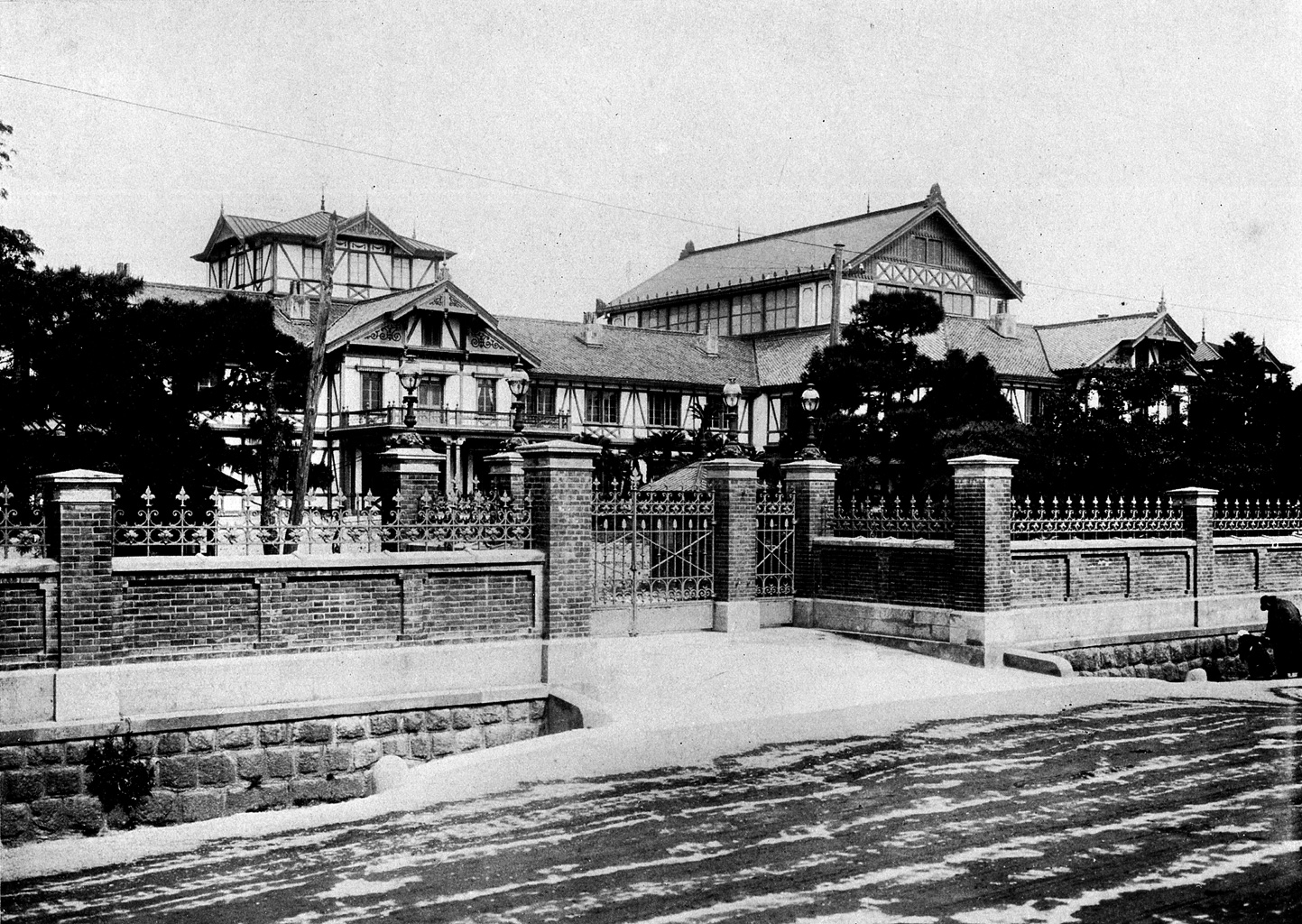
Parlamentsgebäude in Tokio (vor 1926)
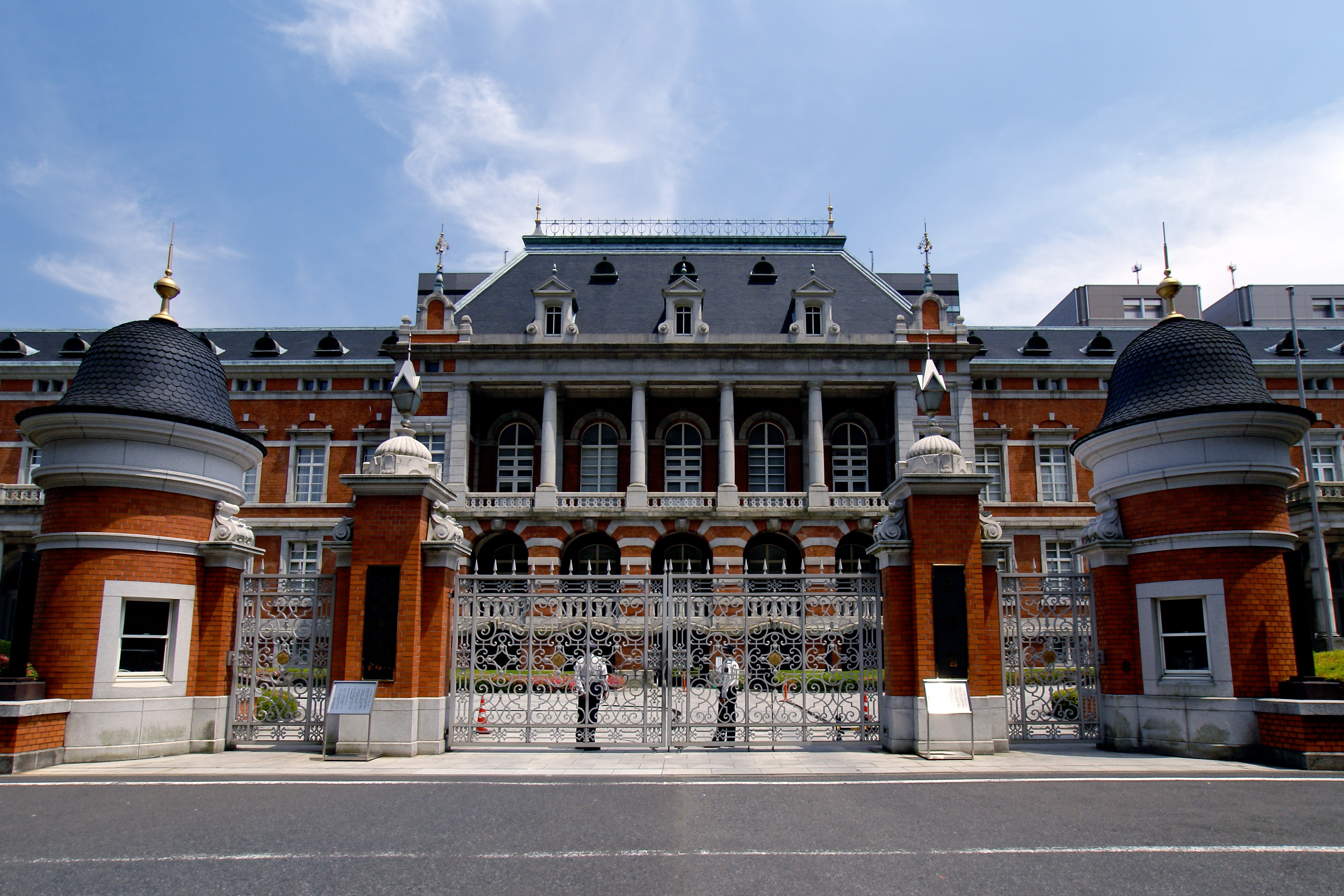
Justizministerium in Tokio (2007)
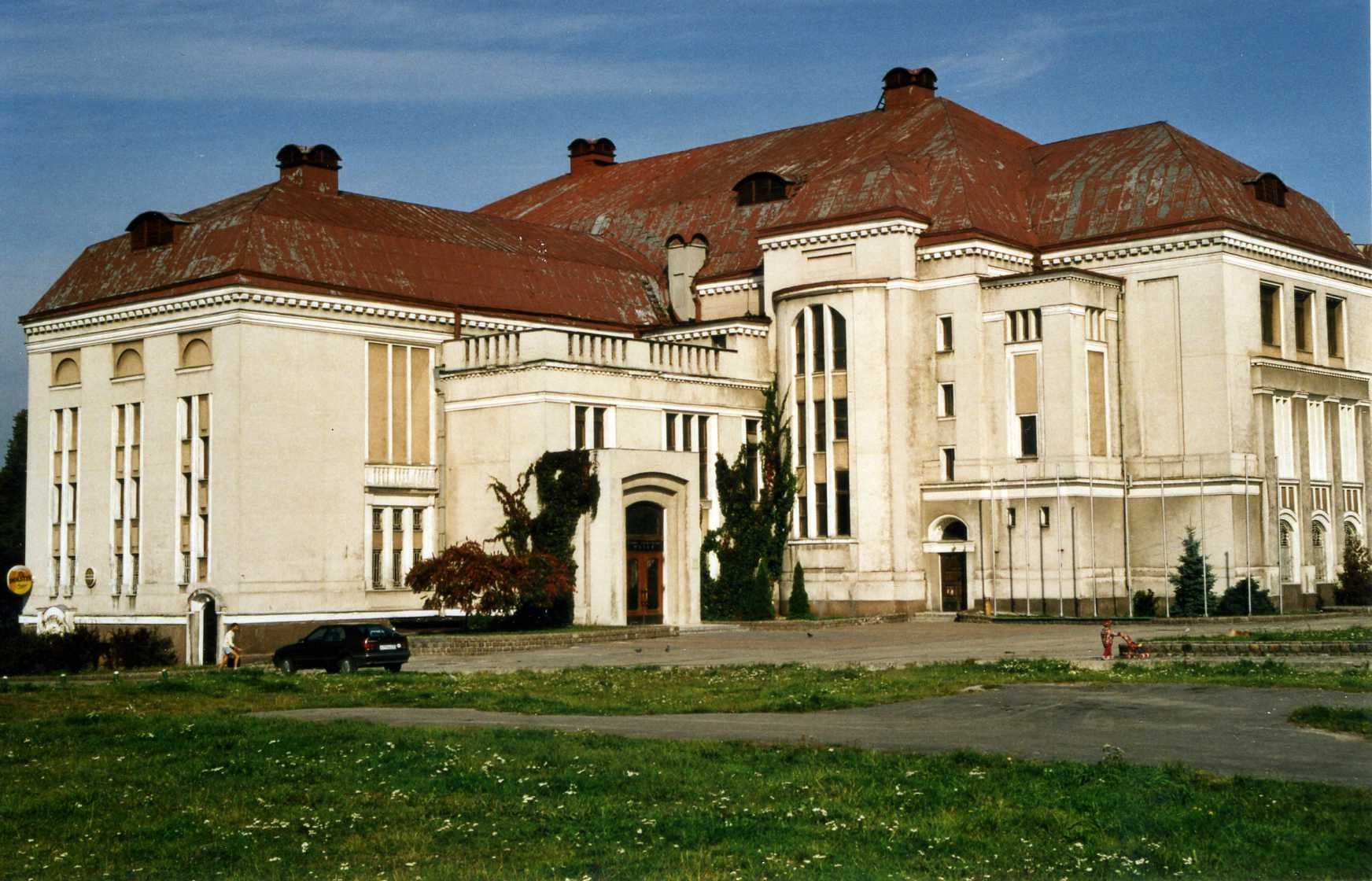
Stadthalle in Königsberg (2009)
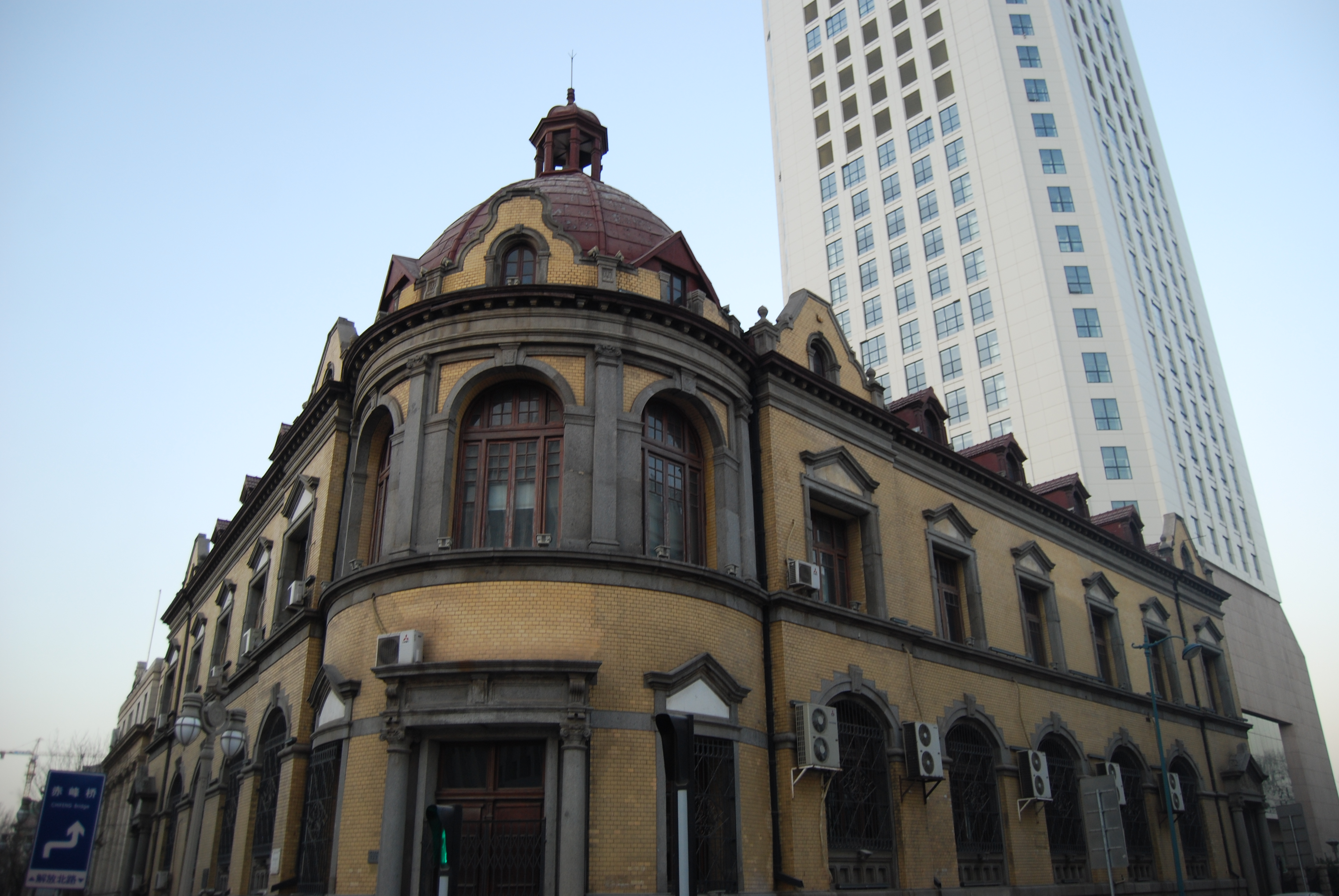
Ehemalige Filiale der Russisch-Chinesischen Bank in Tientsin (2010)
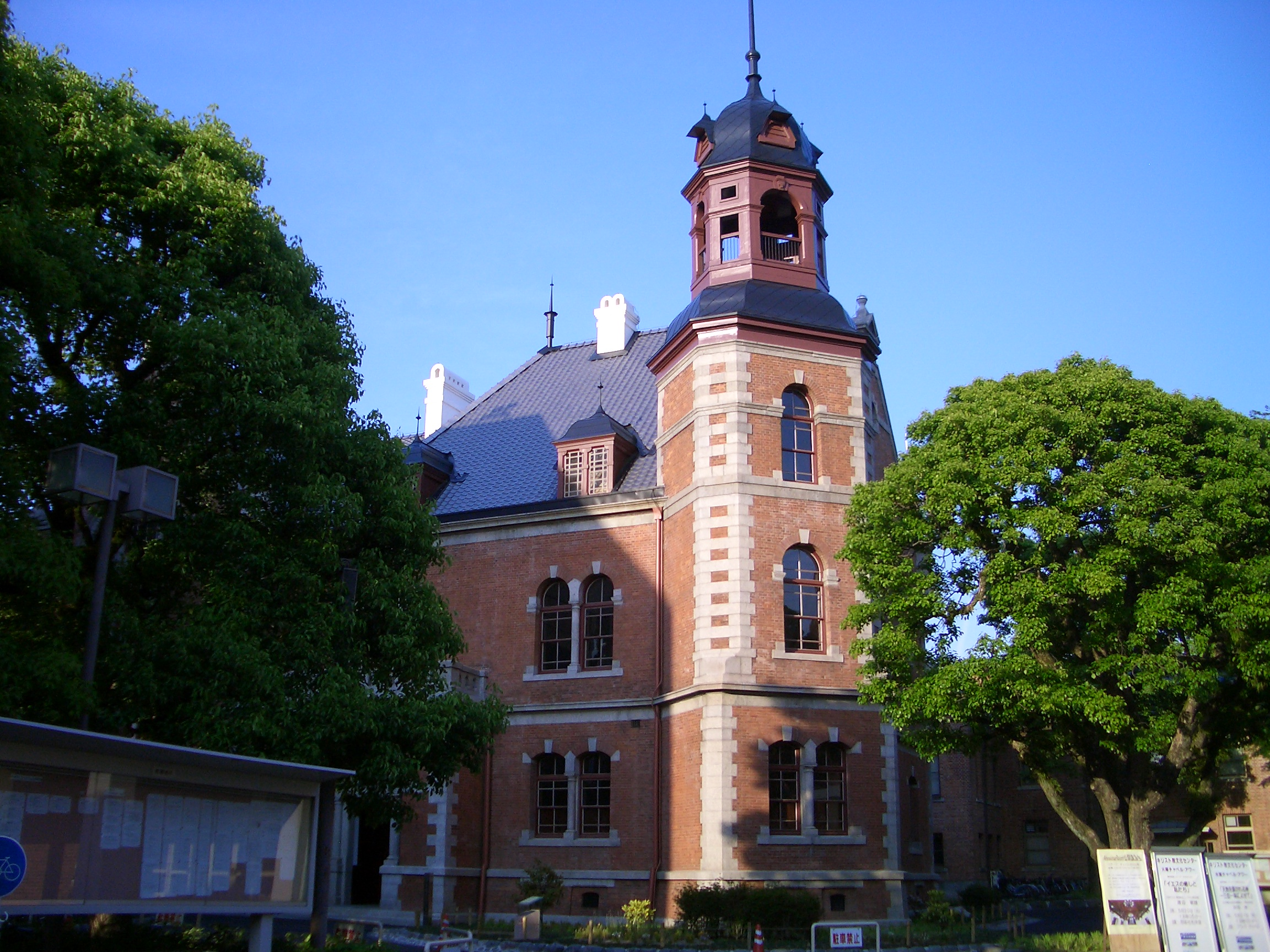
Clarke-Gedächtnishalle an der Dōshisha-Universität (2008)
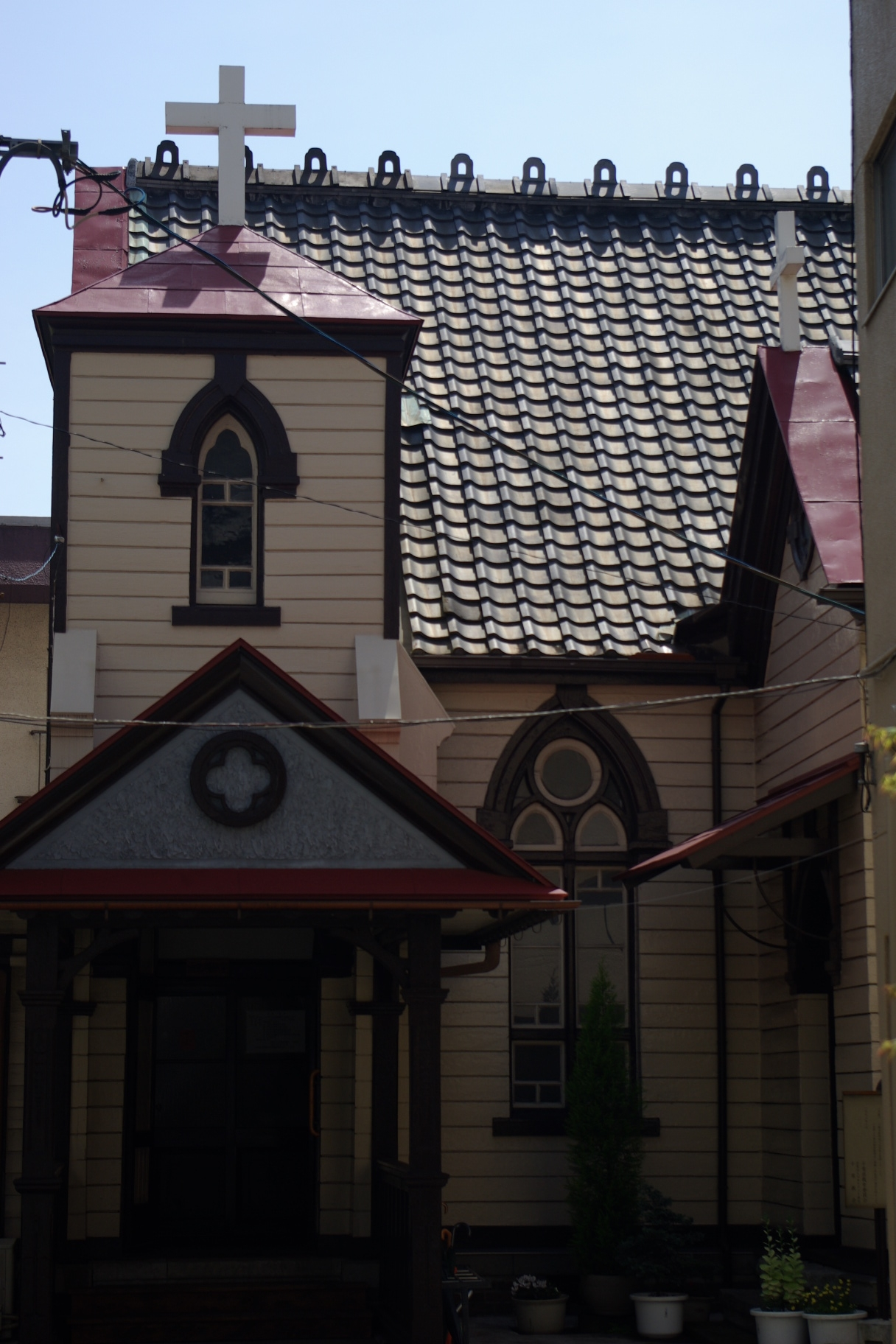
Chiba Kirche (2010)